# Shen Yen-lin
Shen Yen-lin (im englischsprachigen Raum auch Eric Shen, chinesisch 沈延霖, Pinyin Shěn Yánlín; * 17. Oktober 1991 in Taipeh) ist ein taiwanischer Eishockeyspieler, der seit 2015 bei Kaohsiung Heat in der Chinese Taipei Hockey League spielt.

## Karriere
Shen Yen-lin begann seine Karriere bei den Boston junior Blackhawks in der International Junior Hockey League. Nachdem er die Spielzeit 2012/13 bei der Mannschaft Silver Monster in einer unterklassigen asiatischen Liga verbracht hatte, spielt er seit 2015 für Kaohsiung Heat in der Chinese Taipei Ice Hockey League.

### International
Im Juniorenbereich spielte Shen bei den U18-Weltmeisterschaften 2008 und 2009, als er zum besten Verteidiger des Turniers gewählt wurde, sowie den U20-Weltmeisterschaften 2010 und 2011, als er zum besten Spieler seiner Mannschaft gewählt wurde, jeweils in der Division III für Taiwan.
Shen nahm für die taiwanesischen Herren in den Jahren 2013, 2014, als er zum besten Verteidiger der Top-Division gewählt wurde, 2015 und 2016, als er mit der besten Plus/Minus-Bilanz und den meisten Torvorlagen erneut zum besten Verteidiger der Top-Division gewählt wurde, jeweils am IIHF Challenge Cup of Asia teil und gewann mit seinem Land stets das Turnier.
Seinen ersten Einsatz bei einer Senioren-Weltmeisterschaft hatte er bei der Weltmeisterschaft 2018 in der Division III. Auch bei den Weltmeisterschaften 2019, als er zum besten Verteidiger des Turniers gewählt wurde, 2022 und 2023, als erstmals der Aufstieg in die Division II gelang und er selbst  zweitbester Vorbereiter gemeinsam mit seinem Landsmann Lin Hung-ju und dem Turkmenen Pawel Barkowskiý nach dem Thailänder Ken Kindborn war, spielte er in der Division III. Bei den Weltmeisterschaften 2024 und 2025 spielte er dann in der Division II. Zudem stand er im Aufgebot seines Landes bei den Winter-Asienspielen 2011 und 2017 sowie bei der Olympiaqualifikation für die Winterspiele in Mailand 2026.

## Erfolge und Auszeichnungen
- 2009 Bester Verteidiger bei der U18-Weltmeisterschaft der Division III, Gruppe A
- 2013 Goldmedaille beim IIHF Challenge Cup of Asia
- 2014 Goldmedaille beim IIHF Challenge Cup of Asia
- 2014 Bester Verteidiger beim IIHF Challenge Cup of Asia
- 2015 Goldmedaille beim IIHF Challenge Cup of Asia
- 2016 Goldmedaille beim IIHF Challenge Cup of Asia
- 2016 Bester Verteidiger, beste Plus/Minus-Bilanz und meiste Torvorlagen beim IIHF Challenge Cup of Asia
- 2019 Bester Verteidiger bei der Weltmeisterschaft der Division III
- 2023 Aufstieg in die Division II, Gruppe B, bei der Weltmeisterschaft der Division III, Gruppe A